# 二十八宿井
二十八宿井，位于中华人民共和国浙江省温州市鹿城区五马街道、松台，是浙江省省级文物保护单位之一。
2017年1月13日，二十八宿井被列入第七批浙江省文物保护单位，该文物保护单位是一座古建筑。